# NGC 4547
NGC 4547 é uma galáxia elíptica (E-S0) localizada na direcção da constelação de Ursa Major. Possui uma declinação de +58° 55' 02" e uma ascensão recta de 12 horas, 34 minutos e 51,8 segundos.
A galáxia NGC 4547 foi descoberta em 17 de Abril de 1789 por William Herschel.